# Finnougristik
Die Finnougristik (auch Finno-Ugristik) ist die spezielle Philologie, aber auch Kulturwissenschaft (→ Volkskunde), die sich insbesondere mit den finno-ugrischen Sprachen sowie den zugehörigen Literaturen befasst, aber eben auch mit den (historischen und/oder zeitgenössischen) Kulturen deren Sprecher (vgl. hierzu auch Kulturraum). Sie ist ein Teilgebiet der Uralistik, deren zweites Teilgebiet die Samojedistik ist. Die Finnougristik wird in der deutschen Hochschulpolitik dem Fach Finnougristik-Uralistik zugeordnet, das zur Gruppe der kleinen Fächer gehört. 

Innerhalb der Philologie gehört die Finnougristik zu den Modernen oder Neue(re)n Philologien.

## Aufgabenspektrum
Die finno-ugrischen Sprachen sind eine Untergruppe der uralischen Sprachen. Das Aufgabenfeld der Finnougristik im weiteren Sinne ist die Forschung und Lehre der finno-ugrischen Sprachen, hierbei insbesondere Finnisch, Ungarisch und Estnisch, im Bereich der Literaturwissenschaft, Sprachwissenschaft und Landeskunde.

## Studienmöglichkeiten
Finnougristik ist in Deutschland an der Georg-August-Universität Göttingen, der Universität Hamburg und der Ludwig-Maximilians-Universität München studierbar, meist im Rahmen eines Bachelor-of-Arts- oder Master-of-Arts-Studiengangs.
Fennistik, sie umfasst primär die finnische und teilweise auch die estnische Sprache, kann im B.A.- und M.A.-Studiengang am Institut für Fennistik und Skandinavistik der Universität Greifswald und an der Philosophischen Fakultät der Universität zu Köln studiert werden. Finnisch als Teil eines Nordeuropa/Skandinavistik-Studiums ist am Nordeuropa-Institut der Humboldt-Universität zu Berlin und an der Universität Mainz im Studiengang Sprachen Nordeuropas und des Baltikums auf B.A.- und M.A.-Niveau möglich. Dort wird auch Geschichte, Kultur, Politik und Gesellschaft Finnlands, Estlands und der baltischen Staaten gelehrt.
Das Studium der Finnougristik ist in Österreich an der Universität Wien möglich; es gibt die Bachelorstudien der Hungarologie und der Fennistik, die Masterstudien Hungarologie und Finnisch-ugrische Sprachwissenschaft sowie das Lehramtsstudium Ungarisch für den Unterricht an höheren Schulen. Bis 2003 gab es Finno-Ugristik als Diplomstudium sowie Ungarische Literaturwissenschaft und Finno-ugrische Sprachwissenschaften jeweils als Magisterstudien (2003–2008).